# Creed
Creed es una banda estadounidense de rock formada en 1994 en Tallahassee, Florida. Grabó tres álbumes antes de que su disolución tuviera lugar en 2004. En 2009, la banda se reunió. Desde 1995 hasta 2012, Creed vendió cerca de 28 millones de copias en los Estados Unidos y 53 millones en todo el mundo, y el álbum Human Clay ha sido certificado once veces platino en los Estados Unidos.
Desde sus inicios, la banda tuvo mucha popularidad y alcanzó altos índices de venta; sin embargo, con el tiempo la relación entre sus integrantes se fue desgastando, hasta llegar a su separación, después de 10 años de trayectoria, en el 2004. En la primavera de 2009, se anunció, oficialmente, que los 4 miembros fundadores de Creed decidieron reunirse, tras su ruptura, para realizar un tour y grabar un nuevo álbum. Sin embargo, un tiempo después, las tensiones entre Stapp y Tremonti volvieron a surgir y la banda quedó en pausa de nuevo en el 2012. Después de una pausa de once años, Creed se reunió oficialmente en julio de 2023 y anunció que encabezarían el festival de cruceros Summer of '99 en abril de 2024.

## Historia
El nacimiento de Creed, se lleva a cabo gracias al encuentro entre el cantante Scott Stapp y el guitarrista Mark Tremonti. Después de haber reclutado a Scott Phillips en la batería y Brian Marshall en el bajo (inicialmente como bajista para conciertos en vivo), en 1997 la banda grabó My Own Prison para el sello discográfico Wind-Up Records. 

### Primeros años (1994-1996)
Los orígenes de Creed yacen en Tallahassee, Florida el año 1994, Los fundadores, el vocalista Scott Stapp y el guitarrista Mark Tremonti habían sido compañeros en la escuela secundaria y amigos en la Universidad Estatal de Florida. Después de reunirse, Stapp y Tremonti se dieron cuenta de que tenían un amor mutuo por la música y el rock alternativo en particular. Después de varias discusiones y momentos dedicados a escribir canciones, muchas de las que se referían a cuestiones teológicas y espiritualidad cristiana debido a los antecedentes religiosos de Stapp como un hijastro de un ministro pentecostal, el dúo realizó audiencias que llevaron a la contratación del guitarrista Brian Brasher, el bajista Brian Marshall y el baterista Scott Phillips para completar el quinteto. A fines de 1995, Brasher dejó la banda. Creed, por lo tanto, decidió permanecer como una banda de cuatro elementos. Los cuatro músicos ya habían escrito y colaborado en cuatro de las canciones que más tarde se convertirían en rastros del álbum debut de 1997 de Creed, My Own Prison. La banda encontró el éxito local y comenzó a tocar en bares y pequeños clubes en Tallahassee. Su nombre original, "Naked Toddler", se basó en una historia contada en un periódico. Este nombre no fue muy apreciado por sus fanáticos, por lo que eligieron el nombre Creed, un guiño a la banda anterior de Marshall, Mattox Creed.

### My Own Prisony éxito (1997-1998)
Queriendo hacer "un gran espectáculo en un club real", lograron persuadir al dueño de un bar en Tallahassee para que actuaran alegando que podían garantizar una audiencia de 200 personas. El gerente Jeff Hanson dijo más tarde a HitQuarters que la banda había tocado en su mayoría covers, pero dos canciones originales se destacaron e impresionaron al gerente quién los firmó de inmediato a su sociedad de gestión y promociones y comenzó a planear su debut. Para sus primeras grabaciones, combinó el grupo con John Kurzweg, productor y amigo de Hanson, quien pensó que era apropiado. Juntos grabaron su álbum debut por $6,000, que fue financiado por Hanson. El álbum, titulado My Own Prison, fue inicialmente "autoproducido" por su sello Blue Collar Records, vendiendo 6.000 copias en todo el estado de Florida.
El álbum ha existido durante mucho tiempo en la industria de la música cuando, en mayo de 1997, Diana Meltzer de Wind-up Records escuchó el álbum por primera vez y decidió casi inmediatamente ponerlos bajo contrato con la firma. Más tarde Meltzer dijo que había "escuchado a una verdadera banda de Arena". En la misma semana, Meltzer, junto con el presidente de Wind-up Steve Lerner, CEO Alan Meltzer y el representante de A & R Joel Marcos, viajó a Tallahassee para ver a Creed actuar en vivo y decidir con seguridad si se les ofrece un contrato. "Al ver la energía cuando Scott Stapp se acercó al micrófono y escuchó su poderosa voz llenando la habitación, fusionada con los legendarios riffs de guitarra de Mark Tremonti y el poderoso sonido de rock del Creed ... era todo lo que necesitaba », Le dijo a HitQuarters.
My Own Prison ha sido remezclado, presentando un sonido más de radio y republicado por Wind-up Records. Del álbum salieron cuatro singles: My Own Prison, Torn, What's This Life For y One. Cada una de estas canciones ha llegado a no. 1 en la lista Billboard Hot Mainstream Rock Songs, convirtiendo a Creed en la primera banda en lograr tal hazaña con un álbum debut. Con poca exposición a MTV, cobertura de medios o soporte de disqueras, My Own Prison se vendió muy bien, más de seis millones de copias y superando al platino seis veces. Creed seguía de pie en la cima de las listas de fin de año y fueron recompensados como el artista de rock del año en los premios Billboard 1998. My Own Prison fue también el mejor disco de música pesada vendido de 1998 en la clasificación Hard Music de Nielsen SoundScan. Se agregó una versión en vivo de My Own Prison al álbum de caridad de Live in the X Lounge. La banda hizo una versión de la canción de Alice Cooper I'm Eighteen para la banda sonora de The Faculty de 1998. La recepción crítica hacia el debut fue en su mayoría favorable. Stephen Thomas Erlewine de AllMusic le otorgó cuatro de cinco estrellas, declarando que "el álbum trata liricamente temas introspectivos, como la búsqueda de respuestas a las hostilidades (de la vida) a través de la fe y la espiritualidad".

### Human Clay(1999)
Con el dinero de My Own Prison, la banda comenzó a componer su segundo álbum, Human Clay. El primer single del álbum, Higher, permaneció 17 semanas en las listas de radio de rock. En 2009, "Higher" fue clasificado como el 95 ° single de hard rock más grande de todos los tiempos por VH1. El álbum fue lanzado en 1999, cuando My Own Prison todavía estaba bien. Sin embargo, Human Clay. fue un éxito instantáneo y abrumador debutando en el número, 1 en el Billboard 200 y vendiendo más de diez millones de copias en los próximos dos años, lo que le permitió convertirse en uno de los pocos álbumes de rock en obtener el certificado RIAA como diamante. El álbum fue el primero de la banda en alcanzar el número 1 en los Estados Unidos, donde debutó con ventas de la primera semana de 315,000, y mantuvo su máximo durante dos semanas. Después del lanzamiento del álbum, se lanzaron tres singles: What If, With Arms Wide Open y  Are You Ready? Posteriormente, la banda ganó el premio Grammy con With Arms Wide Open para la mejor canción de rock de 2001. What If y el inédito Is This The End fueron incluidos en la película Scream 3 de Wes Craven.
Las reseñas de Human Clay fueron, en gran medida, positivas. Stephen Thomas Erlewine de AllMusic dijo que el disco "deja en claro que hay una audiencia para hard rock/post-grunge, siempre y cuando se produzca sin compromiso para que satisfaga el deseo de la audiencia de música directa y contundente". . »En julio de ese año actuaron con Robby Krieger (el guitarrista de The Doors) en el festival de Woodstock en 1999.
Durante el verano de 2000, el bajista Brian Marshall comenzó una espiral en el alcoholismo. Mientras estaba bajo la adicción, Marshall amenazó con vencer a Tremonti, comenzó a descuidar las obligaciones de la banda y atacó a Stapp tanto verbalmente como en línea. La banda tuvo una reunión para discutir el futuro de Marshall. Stapp y Tremonti apoyaron la idea de que Marshall tuvo que ir a rehabilitación y trataron de hablar con Marshall, pero él rechazó los tratamientos. Inicialmente, el público pensó que Marshall había sido expulsado por criticar a Eddie Vedder, cantante de Pearl Jam, que en una entrevista de radio con KNDD en junio de 2000, sostuvo que Scott Stapp era mejor cantante Vedder y criticó el reciente álbum Pearl Jam «porque las canciones ya no tenían la misma determinación». Stapp luego se distanció del resto de la banda de los comentarios de Marshall y dijo: "Sí, estamos cansados de la pregunta del PJ, pero no hay excusa para la arrogancia y la estupidez [de Marshall]. Les pido a todos que no juzguen a Creed como una banda, porque las declaraciones hechas no eran sentimientos compartidos por la banda, sino que eran de Brian. Lo siento si Brian ha ofendido a alguien, y ya se disculpó por sus comentarios". Stapp afirmó que la liberación de Marshall fue su elección y no estaba relacionada con los comentarios de Pearl Jam. Brett Hestla, bajista de Virgos Merlot, reemplazó a Marshall en la gira.

### Wheathered (2001-2008)
Creed trabajó en el tercer álbum durante la mayor parte de 2001, con Tremonti en el bajo durante las grabaciones para "preservar el núcleo inicial de la banda", a pesar de que Hestla permaneció en la banda itinerante de Creed.
Weathered (que según Stapp significa ser "endurecido y endurecido por las experiencias pero también marcado, agobiado por el paso del tiempo") fue publicado el 20 de noviembre de 2001. Se extrajeron seis singles del álbum: Bullets, One Last Breath, Hide, Don't Stop Dancing,  Weathered y My Sacrifice. El álbum es un superventas comercial y ha sido certificado platino seis veces y debutó en el número 1 en el Billboard 200, permaneciendo en el primer lugar durante ocho semanas.
La gira para promocionar Weathered ha encontrado una considerable controversia; se retrasó en abril de 2002, cuando Stapp sufrió una lesión en la cabeza y las vértebras después de haber estado involucrado en un accidente automovilístico. Como resultado, además de su creciente dependencia del alcohol, se volvió adicto a los analgésicos. Esto, junto con otros eventos, llevó a un concierto muy controvertido el 29 de diciembre de 2002 en el Allstate Arena en Rosemont, Illinois, que eventualmente llevó a la desunión de la banda. Cuatro fanáticos decepcionados han presentado una demanda contra la banda, alegando que Scott Stapp "estaba tan borracho y arruinado que no podía cantar la letra de una sola canción de Creed".  Después de la disculpa del grupo, el caso fue rechazado. Más tarde, Stapp confirmó que estaba borracho durante el concierto, pero no estaba inconsciente.  Después de permanecer inactivo durante más de un año, en junio de 2004 se anunció la disolución del grupo.
Casi simultáneamente con el anuncio de la ruptura de Creed, Stapp optó por una carrera en solitario. El 22 de noviembre de 2004, Wind-up Records publicó los Greatest Hits.
Scott Stapp hizo su debut con el álbum The Great Divide en 2005 a través de Roadrunner Records Goneblind. En 2004, Tremonti y Phillips se reunieron con Marshall para formar una nueva banda, Alter Bridge, con el cantante Myles Kennedy, exmiembro de la banda de rock estadounidense The Mayfield Four.

### Reunión y Full Circle (2009-2010)
Mientras que Tremonti se refirió a Creed como "oficialmente en nuestro pasado" en 2006, años después, el 27 de abril de 2009, el sitio web de Creed anunció que la banda se había reunido para una nueva gira y había planeado un nuevo álbum.
En junio de 2009,  Creed tocó con Marshall en el bajo por primera vez en nueve años en Sessions @ AOL. La reunión del tour de Creed con el guitarrista Eric Friedman comenzó el 6 de agosto de 2009 y finalizó el 20 de octubre.
El sencillo Overcome fue lanzado en el sitio web oficial de la banda el 19 de agosto, el mismo día que el estreno de la radio comenzó con la descarga digital el 25 de agosto. El segundo single, Rain, se lanzó a las estaciones de radio el 23 de septiembre y estuvo disponible el 6 de octubre como otra descarga digital. El tercer single, A Thousand Faces, se publicó en 2010.
Full Circle se lanzó el 27 de octubre de 2009. En la primera semana, el grupo vendió 110,000 copias, ocupó el segundo lugar en el Billboard 200 y recibió un doble disco de oro y un disco de platino.
El 25 de septiembre de 2009,  Creed realizó un concierto en Houston, Texas, que fue grabado, transmitido en vivo y lanzado el 8 de diciembre de 2010, como un concierto titulado Creed Live.   Creed realizó una gira mundial en apoyo de Full Circle entre abril y septiembre de 2010, comenzando con una gira en Australia / Nueva Zelanda, seguida de América del Sur, Europa y América del Norte.

### Pausa (2011-2023)
En junio de 2015, mientras promocionaba el álbum de Tremonti Cauterize, Mark Tremonti dijo en una entrevista con Kerrang. que Stapp pidió que los otros miembros pusieran fin al Alter Bridge y actuaran exclusivamente con Creed. En agosto de 2015, Tremonti reiteró que no había planes para Creed para los próximos años, pero no descartó la posibilidad.
En septiembre de 2015, Stapp apareció en The Dr. Oz Show y contó su historia sobre la depresión y el consumo de drogas, y cómo contribuyeron a comprometer su salud mental. Cuando se le preguntó acerca de una reunión de Creed, Stapp respondió: "Puedo decirte algo, realmente lo espero, adoro a los chicos con todo mi corazón y si están viendo, hagamos un album". Más tarde reconfirmó las declaraciones afirmando que Creed se reuniría "definitivamente" y esperaría nuevo material de la banda dentro de "los próximos dos años". Cuando se le solicitó la confirmación de las declaraciones de Stapp, Tremonti dejó en claro que todavía estaba ocupado promocionando los álbumes de Tremonti y que estaba trabajando con Alter Bridge.
En septiembre de 2015, Stapp anunció que Creed lanzaría un nuevo álbum "retrospectivo" en noviembre, que constaría de tres discos, uno con grandes éxitos, uno con temas raros y el último con versiones acústicas de los éxitos, titulado With Arms Wide Open: A retrospective. Sin embargo, justo antes de la fecha de lanzamiento se confirmó que el álbum sería un Walmart exclusivo en los Estados Unidos, con una amplia difusión en otros territorios.
Scott Stapp en 2017 publicó The Madness con el supergrupo Art of Anarchy.

### Segunda reunión (2023-Presente)
El 19 de julio de 2023, la banda anunció que se habían reunido y serían los cabezas de cartel del crucero Summer of '99 en abril de 2024. El 30 de octubre de 2023, la banda anunció la gira Summer of '99 Tour, con más de 40 espectáculos en Estados Unidos por primera vez en 12 años, con invitados especiales como 3 Doors Down como apoyo directo en la mayoría de la gira, además de Finger Eleven, Daughtry, Switchfoot, Tonic y Big Wreck, que se unirán a la banda en fechas seleccionadas.

## Estilo musical y temas de los textos
La música de Creed, generalmente, se define como post-grunge. Según la revista Rolling Stone, la voz de Stapp fue influenciada por Jim Morrison de The Doors. El sonido de la banda, es una reelaboración personal del sonido desarrollado por bandas de grunge, como Pearl Jam, Stone Temple Pilots y Alice in Chains, combinado con la fuerza de impacto y el sabor melódico del heavy metal clásico.
La banda nunca ha estado bajo contrato con una etiqueta de música cristiana contemporánea, ni se ha presentado en lugares de música cristiana o ha tenido una transmisión regular en la radio cristiana. Sin embargo, el nombre de la banda se refiere al concepto religioso de un credo. Los miembros de la banda dijeron que aunque también pueden ser cristianos, no piensan en Creed como una banda cristiana. El bajista Brian Marshall, responsable del nombre de la banda, dijo que Stapp usa imágenes espirituales como metáfora. Stapp confirmó esto en 2005 en una entrevista con Craig Kilborn, afirmando que el hecho de que Creed fuera una banda cristiana era un malentendido, y que sus creencias se debieron involuntariamente debido a las similitudes con las alusiones espirituales en las letras. Stapp especificó: "La gente confunde cosas, pensando que somos una banda religiosa, pero no lo somos, solo he expresado lo que estaba pasando en ese momento. Me estaba cuestionando, reflexionando sobre ciertos temas que contradecían todas las creencias que me habían enseñado a lo largo de mi vida. Es difícil para las personas entenderlo porque han sido plagiados, sumisos a las religiones o confesiones.

## Recepción y herencia musical
Sus primeros tres álbumes en estudio, My Own Prison, Human Clay y Weathered, se han convertido en multiplatino en los Estados Unidos, vendiendo 6 millones, 11 millones y 6 millones de copias, respectivamente. 
La banda también ganó un Premio Grammy a la mejor canción de rock por la canción With Arms Wide Open en 2001. Jonah Weiner de Slate intentó mostrar que la banda estaba "seriamente subestimada" y que "la mayoría de la gente no ama la combinación de extensas ballad de poder de testosterona infundidas con espiritualidad". Sin embargo, las actuaciones en vivo de la banda a lo largo de sus carreras han sido aclamadas por la crítica. En 2011, Billboard clasificó a Creed como los mejores artistas de la década de 2000 en el puesto 18.
Al margen de toda la recepción positiva. La banda también ha generado críticas negativas por parte criticos profesionales y acumulado una cantidad considerable de detractores. Estos basan sus críticas en la fórmula repetitiva de Creed, excesos de baladas y metáforas religiosas en las letras. En una lista que reúne a las diez bandas de rock más odiadas del momento, Creed aparece en el tercer lugar, solo por detrás de Limp Bizkit y Nickelback.

## Miembros
- Scott Stapp – Voz solista (1995–2004, 2009–2012, 2023–Presente)
- Mark Tremonti – Guitarra solista, segunda voz (1995–2004, 2009–2012, 2023–Presente)
- Brian Marshall - Bajo (1995–2000, 2009–2012, 2023–Presente)
- Scott Phillips – Batería (1995–2004, 2009–2012, 2023–Presente)

Miembros pasados
- Brian Brasher - Guitarra rítmica (1993–1995)

Para las giras
- Eric Friedman - Guitarra rítmica, segunda voz (2009–2012, 2023–Presente)
- Brett Hestla - Bajo, segunda voz (2000–2004)

## Discografía

### Álbumes de estudio
- My Own Prison, 1997 álbum #22 Estados Unidos, #78 Australia.
- Human Clay, 1999 álbum #1 Estados Unidos, #29 Reino Unido, #3 Australia.
- Weathered, 2001 álbum #1 Estados Unidos, #48 Reino Unido, #8 Australia.
- Full Circle, 2009.

### Sencillos
| Año               | Título                 | Mejores posiciones en listas | Mejores posiciones en listas | Mejores posiciones en listas | Mejores posiciones en listas | Mejores posiciones en listas | Mejores posiciones en listas |               |               |               |               |               |
| Año               | Título                 | Hot 100                      | EUA Alt.                     | Main. Rock                   | EUA Pop                      | AUS                          | R.U.                         |               |               |               |               |               |
| My Own Prison     | My Own Prison          | My Own Prison                | My Own Prison                | My Own Prison                | My Own Prison                | My Own Prison                | My Own Prison                | My Own Prison | My Own Prison | My Own Prison | My Own Prison | My Own Prison |
| ----------------- | ---------------------- | ---------------------------- | ---------------------------- | ---------------------------- | ---------------------------- | ---------------------------- | ---------------------------- | ------------- | ------------- | ------------- | ------------- | ------------- |
| 1997              | «My Own Prison»        | —                            | 7                            | 2                            | —                            | —                            | —                            |               |               |               |               |               |
| 1998              | «Torn»                 | —                            | —                            | 3                            | —                            | —                            | —                            |               |               |               |               |               |
| 1998              | «What's This Life For» | —                            | 10                           | 1                            | —                            | —                            | —                            |               |               |               |               |               |
| 1999              | «One»                  | 70                           | 2                            | 2                            | —                            | —                            | —                            |               |               |               |               |               |
| Human Clay        |                        |                              |                              |                              |                              |                              |                              |               |               |               |               |               |
| 1999              | «Higher»               | 7                            | 1                            | 1                            | 4                            | 36                           | 47                           |               |               |               |               |               |
| 2000              | «What If»              | 102                          | 15                           | 3                            | —                            | —                            | —                            |               |               |               |               |               |
| 2000              | «With Arms Wide Open»  | 1                            | 2                            | 1                            | 1                            | 4                            | 13                           |               |               |               |               |               |
| 2000              | «Are You Ready?»       | 125                          | 37                           | 4                            | —                            | —                            | —                            |               |               |               |               |               |
| Stoned Immaculate |                        |                              |                              |                              |                              |                              |                              |               |               |               |               |               |
| 2001              | «Riders on the Storm»  | —                            | —                            | 28                           | —                            | —                            | —                            |               |               |               |               |               |
| Weathered         |                        |                              |                              |                              |                              |                              |                              |               |               |               |               |               |
| 2001              | «My Sacrifice»         | 4                            | 2                            | 1                            | 6                            | 11                           | 18                           |               |               |               |               |               |
| 2002              | «Bullets»              | —                            | 27                           | 11                           | —                            | —                            | —                            |               |               |               |               |               |
| 2002              | «One Last Breath»      | 6                            | 17                           | 5                            | 4                            | 43                           | 47                           |               |               |               |               |               |
| 2002              | «Hide»                 | —                            | —                            | —                            | —                            | —                            | —                            |               |               |               |               |               |
| 2002              | «Don't Stop Dancing»   | —                            | —                            | —                            | —                            | 48                           | —                            |               |               |               |               |               |
| 2002              | «Weathered»            | —                            | 30                           | 7                            | —                            | —                            | —                            |               |               |               |               |               |
| Full Circle       |                        |                              |                              |                              |                              |                              |                              |               |               |               |               |               |
| 2009              | «Overcome»             | 73                           | 22                           | 4                            | —                            | —                            | —                            |               |               |               |               |               |
| 2009              | «Rain»                 | 91                           | —                            | —                            | 34                           | 52                           | —                            |               |               |               |               |               |
| 2010              | «A Thousand Faces»     | 79                           | —                            | 21                           | —                            | —                            | —                            |               |               |               |               |               |